# Wir Monster

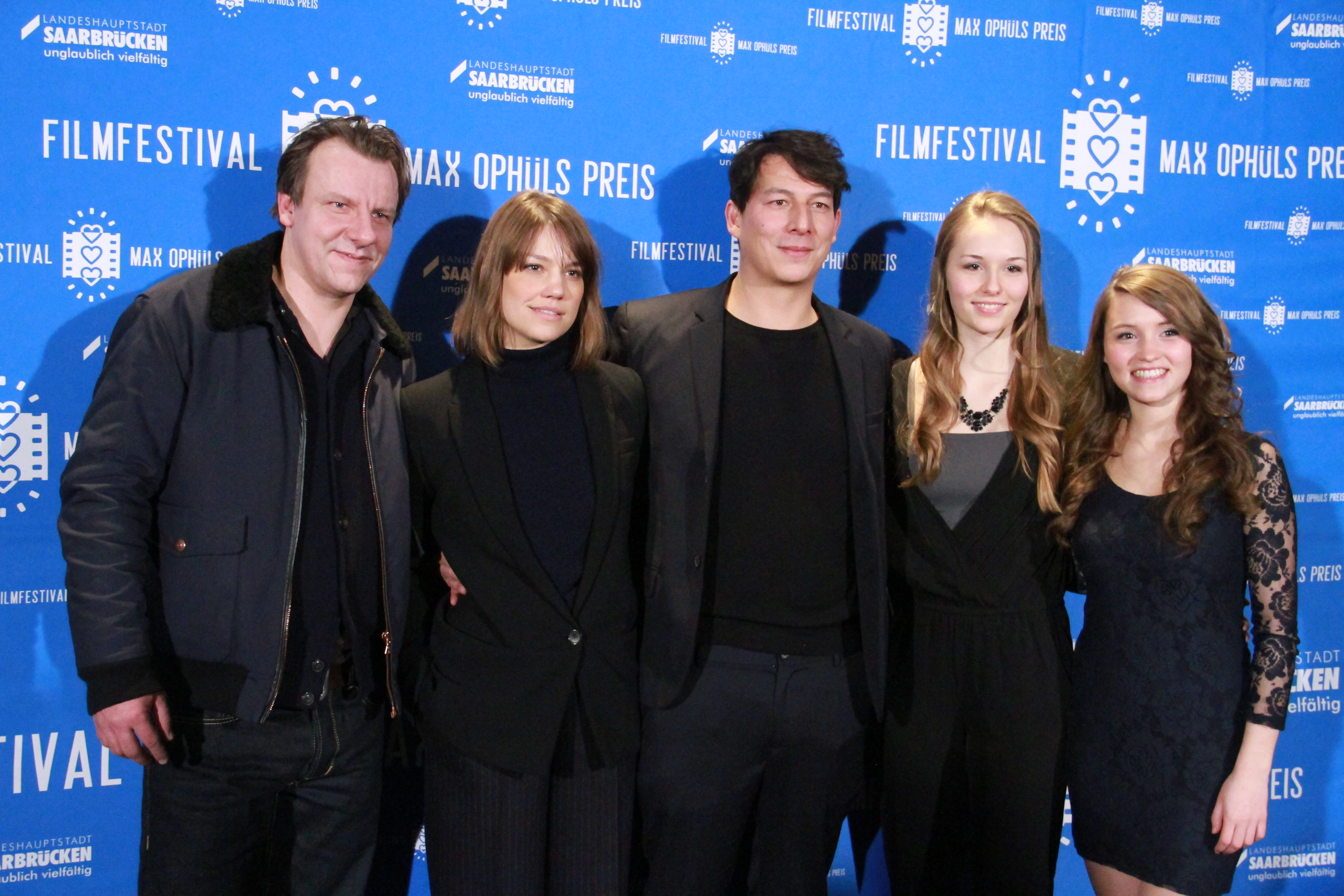
Ronald Kukulies, Britta Hammelstein, Sebastian Ko, Marie Bendig und Janina Fautz beim Filmfestival Max Ophüls Preis 2015

Wir Monster ist ein deutscher Spielfilm aus dem Jahr 2015. Die Premiere war im Januar 2015 im Wettbewerb des Filmfestivals Max Ophüls Preis. Nach dem Kinostart erfolgte am 10. Februar 2017 auf
arte die Erstausstrahlung im deutschen Fernsehen.

## Handlung
Nach einer längeren, unglücklichen Ehe haben sich die Eltern der vierzehnjährigen Sarah, Paul und Christine, getrennt. Die Welt ihrer pubertären Tochter Sarah steht deshalb Kopf, ihr Verhalten ist unberechenbar und sie plant die neuen Lebenswege ihrer Eltern zu stören.
Paul will mit seiner Band auf Konzerttour gehen und Mutter Christine mit Freund Michael in Urlaub fahren. Paul bringt Sarah deshalb in ein Ferienlager. Unterwegs verlangt das Mädchen, dass sie auch ihre beste Freundin Charlie mitnehmen. Die beiden Freundinnen geraten auf der Fahrt in Streit und Paul hält an einem Parkplatz. Die beiden Mädchen verschwinden in einem Waldstück. Nach einer Weile des Wartens begibt Paul sich entnervt auf die Suche nach Sarah und Charlie. Plötzlich hört er Sarah schreien und findet sie am Abgrund einer Talsperre. Doch Charlie ist verschwunden. Im Stausee treibt ihr Rucksack. In Panik fährt Paul zur Polizei und will den Unfall melden, als Sarah offen gesteht: Sie habe die Freundin selbst von der Staumauer gestoßen. Die Konzerttour wird abgesagt und Paul versucht, Sarah abzuschirmen. Als ihre Anrufe unbeantwortet bleiben, bricht auch Sarahs Mutter ihren Urlaub ab und fährt zu Paul und Sarah. Da es keine Zeugen gibt und sie die labile Sarah beschützen wollen, entscheiden sie gemeinsam, die Tat als Unfall zu vertuschen. Niemand soll davon erfahren, um ihre Tochter vor einer Anklage mit Verurteilung und dem Spießrutenlauf in der Schule zu schützen. Doch Sarah entpuppt sich als kleines Monster: Glücklich, ihre Eltern wieder vereint zu sehen, zeigt sie keine Gewissensbisse. Als Charlies Vater auf der Suche nach ihr auftaucht und misstrauisch wird, gerät die Situation zunehmend außer Kontrolle und Charlies Vater kommt im Streit zu Tode. Paul und Christine bringen ihn an eine Straße, damit es wie ein Verkehrsunfall mit Fahrerflucht aussehen soll. Christine stellt erschüttert fest: „Wir sind Monster“. Die Dramatik nimmt zu, als Sarah am nächsten Morgen erklärt, dass Charlie nicht tot wäre und sie das alles nur erfunden hätten, um ihnen „eins reinzuwürgen“. Paul und Christine wissen nicht, wie sie damit umgehen sollen. Sprachlos stehen sie Charlie gegenüber, die ihrerseits die beiden anklagt, am Tod ihres Vaters schuld zu sein. Sie weiß, dass er bei ihnen zuletzt gewesen war und droht mit diesem Wissen zur Polizei zu gehen. Hysterisch beginnt Charlie herumzuschreien und als sie Paul in die Hand beißt, als er ihr den Mund zuhalten will, schlägt Christine das Mädchen mit einem Gummihammer nieder, der gerade griffbereit liegt, damit sie endlich still ist. Erschrocken sehen Christine und Paul das Mädchen zu Boden sinken. Fragend blicken sich die beiden an, während Charlie stöhnend am Boden liegt. Das Ende bleibt offen.

## Kritiken
Auf tittelbach.tv schrieb Rainer Tittelbach: „Sebastian Kos hochspannender Debütfilm „Wir Monster“ erzählt vom Fluch der bösen Tat und von der Eigendynamik, die der von einer 14-Jährigen gebeichtete Mord nach sich zieht.“ Dabei sind die Beteiligten „keine Profi-Betrüger, keine erfahrenen Kriminellen. Das macht den besonderen Reiz dieses bitterbösen Familiendramas aus. Diese unmoralischen Drei sind einem sympathisch, man fühlt & fiebert mit ihnen. Und so findet sich der Zuschauer ein Stück weit auch im Titel dieses klar strukturierten, zwischen Plot & Psychologie klug austarierten Films wieder.“
cinema.de wertete: „Auch wenn man die Figuren oft schütteln möchte, fesselt die fiese Geschichte ungemein.“ „Abgründiger kleiner Film über das Böse.“
Matthias Hannemann von der FAZ meinte: „‚Wir Monster‘ legt alles darauf an, Elternherzen aufzuwühlen. Der Film gewinnt seine Wucht aus der Ruhe, die der Regisseur Sebastian Ko über alles legt; eine Stille, die im Kontrast zum übersteuerten Innenleben der Eltern steht. Der Kameramann Andreas Köhler fotografiert mehr, als dass er filmt - Garagentore, die sich ganz langsam schließen; Schaukeln, die außerhalb der Brennweite schwingen; Hinterköpfe in Nahaufnahme, dann ein Schmetterling, der aus dem Kokon schlüpft.“ Das „Familiendrama schweren Kalibers“ hat zwar Züge einer „schwarzen Komödie“, gerät aber mehr „vom Pubertätsdrama zum Thriller“ und ist „mitreißend bis zum Schluss.“

## Auszeichnungen
- Nominierung für den MFG-Star Baden-Baden 2015[5]
- Studio Hamburg Nachwuchspreis 2017: Nominierung für Janina Fautz als beste Nachwuchsdarstellerin[6]

## Neuverfilmung
Im Jahr 2018 feierte eine englischsprachige Neuverfilmung von Veena Sud unter dem Titel The Lie auf dem Toronto International Film Festival seine Premiere. In den Hauptrollen sind Peter Sarsgaard, Mireille Enos und Joey King zu sehen.